# Faia (Sernancelhe)
Faia é uma povoação portuguesa sede da Freguesia de Faia do Município de Sernancelhe, freguesia com 3,27 km² de área e 160 habitantes (censo de 2021), tendo, por isso, uma densidade populacional de 48,9 hab./km².
Pertenceu ao extinto concelho de Caria até 1855.
Para a construção da Barragem do Vilar, Faia teve que ser afundada no lago mas foi reconstruída noutro sitio.

## Demografia
A população registada nos censos foi:
| Distribuição da População por Grupos Etários | Distribuição da População por Grupos Etários | Distribuição da População por Grupos Etários | Distribuição da População por Grupos Etários | Distribuição da População por Grupos Etários |
| -------------------------------------------- | -------------------------------------------- | -------------------------------------------- | -------------------------------------------- | -------------------------------------------- |
| Ano                                          | 0-14 Anos                                    | 15-24 Anos                                   | 25-64 Anos                                   | > 65 Anos                                    |
| 2001                                         | 21                                           | 22                                           | 84                                           | 44                                           |
| 2011                                         | 32                                           | 16                                           | 98                                           | 61                                           |
| 2021                                         | 11                                           | 22                                           | 78                                           | 49                                           |

## Património
- Igreja Matriz de São Martinho de Faia;
- Capela do Senhor dos Passos, no Outeira em Senhora da Graça;
- Capela da Senhora da Aflição, no Outeiro do Calvo.